# Pharaoh's Curse
Pharaoh's Curse (ou The Pharaoh's Curse) est un jeu vidéo de plates-formes développé par Steve Coleman et publié par Synapse Software en 1983 sur Atari 8-bit avant d’être porté sur Commodore 64 et Commodore VIC-20. Le joueur incarne un aventurier qui explore le tombeau d’un pharaon, dont il vient de découvrir l’entrée secrète, à la recherche de trésors. Le tombeau est composé de seize chambres funéraires qui abritent chacune un trésor. Après les avoir tous récupérer, le joueur doit remonter à la surface pour obtenir le code secret qui lui permet de rejouer le jeu dans un niveau de difficulté plus élevé. Quatre niveaux de difficultés sont disponibles, chaque niveau impliquant des ennemis plus rapide et plus agressifs que le précédent. Pour progresser le joueur doit éviter les pièges qui parsèment le tombeau et échapper au fantôme du pharaon et à une momie. Des cordes et des ascenseurs lui permettent de se déplacer d’une plate-forme à l’autre et des clés lui permettent d’ouvrir les portes donnant accès aux autres chambres funéraires. Dans certaines situations, une chauve-souris apparait et transporte le héros dans une autre partie du tombeau,.